# Frisz
Frisz – popowa grupa muzyczna z Holandii, w jej skład wchodzą Lindsy Schuman, Samantha Klumper oraz Danique van Roosmalen. W latach 2004–2015 zespół występował pod nazwą Djumbo.

## Historia
Lindsy Schuman, Lotte Prijs i Svenja van Beek poznały się w szkole tańca w Eindhoven, gdzie ich umiejętności taneczne zostały odkryte przez producenta muzycznego, z którym następnie wydały swój pierwszy singel Hide and Seek. Ich pierwsze dwa single były jednymi z top 5 w ich ojczyźnie, zakończyło się to sukcesem zespołu w czasie krótszym niż 6 miesięcy.
Teksty większości piosenek wykonywanych przez zespół są napisane w języku angielskim i niderlandzkim, przy czym większość z utworów śpiewane jest w języku niderlandzkim, a chórki i tytuły w języku angielskim.
W lipcu 2015 roku Lotte Prijs ogłosiła, że opuści zespół. Nowa wokalistka została wybrana w internetowym konkursie talentów. Grupa z nowym składem będzie występować pod nazwą Frisz. Na nową członkinię zespołu wybrano Danique van Roosmalen.

## Dyskografia

### Albumy
| Rok  | Tytuł                                                                                               | Notowania HOL |
| ---- | --------------------------------------------------------------------------------------------------- | ------------- |
| 2005 | Jump - Data wydania: 9 maja 2005 - Wytwórnia: CMM - Format: CD, digital download                    | 22            |
| 2007 | Spotlight - Data wydania: 9 listopada 2007 - Wytwórnia: CMM - Format: CD, digital download          | 26            |
| 2008 | Magic - Data wydania: 14 listopada 2008 - Wytwórnia: CMM - Format: CD, digital download             | 11            |
| 2010 | Chase - Data wydania: 6 sierpnia 2010 - Wytwórnia: ABC Entertainment - Format: CD, digital download | 41            |

### Single
- Hide and Seek (6 września 2004)
- Eyahe (Ik wil met jou)  (3 lutego 2005)
- The Djumbo Jump (1 lipca 2005)
- Made To Love You (21 października 2005)
- Boya Boya Bay (28 lipca 2006)
- Undercover (17 listopada 2006)
- Boy I Like Ya (20 lipca 2007)
- Dit Is Real (2 listopada 2007)
- Abracadabra (25 kwietnia 2008)
- Boyz & Girlz (26 września 2008)
- Oorlogskind (20 czerwca 2009)
- Summertime in Dubai (16 sierpnia 2009)
- Chase (23 kwietnia 2010)
- Sjans (14 października 2010)
- Ik Word Later Zwarte Piet & Dansen Op Het Dak (23 listopada 2010)
- Merry X-Mass & X-Mass Every Day (5 grudnia 2010)
- S.O.S. (21 maja 2011)
- Party On! (17 grudnia 2011)
- Kampioen Ole Olee (11 maja 2012)
- Hands Up (2014)
- Rainbow in the Sky (2017)